# I ricordi di Eve
I ricordi di Eve (Reverse Angle), conosciuto anche come Un'invenzione pericolosa, è un film per la televisione del 2009 diretto da Philippe Gagnon.

## Trama
Eve Preston, giornalista televisiva, intervista Ned Larfield, un inventore che ha creato un'energia alternativa alla benzina. Due sicari ingaggiati da una compagnia petrolifera, uccidono Ned e mandano fuori strada Eve, che riesce a salvarsi ma porta ad una perdita di memoria.

## Distribuzione e ascolti
In Canada ha esordito nel primo semestre del 2009 e negli USA il 3 maggio dello stesso anno. In Australia è uscito in DVD il 10 febbraio 2010. Sempre nello stesso anno è uscito rispettivamente in Italia dove è stato mandato in onda a pagamento da Sky Cinema, e in chiaro da Rai 2 il 6 giugno, ottenendo l'8,60% di share con 1.237.000 spettatori. Successivamente in Francia il 12 luglio e in Ungheria il 29 luglio.